# Броун, Уильям
Уильям (Вильям) Броун (англ. William Browne; 1590—1645) — английский поэт XVII века.

## Биография
Уильям Броун родился около 1590 года в городке Тавистоке в графстве Девон. Получил образование в Оксфорде и Лондоне, где изучал правоведение, но главным образом посвятил себя поэтической деятельности.
Наиболее яркими из его произведений являются: «Britannia’s pastorals» (2 тома, Лондон, 1613—1616), «The shepherd’s pipe» (семь эклог, Лондон, 1614), стихотворение «The inner temple maske» и другие.
Уильям Броун умер в 1645 году в родном графстве (Ottery St Mary).
В конце XIX — начале XX века на страницах Энциклопедического словаря Брокгауза и Ефрона давалась следующая оценка его творчеству: «Б. — наиболее выдающийся из старинных буколических поэтов Англии. Его произведения отличаются точностью языка, естественностью и свежестью чувства; но нередко сбивал его с пути итал. поэт Марино, которому Б. подражал».
Его «Works» были изданы Томпсоном в 3 томах (Лондон, 1773).

## Избранная библиография
- To England
- «Venus by Adonis' Side»
- The Seasons
- Birds in May
- Music on the Thames
- A Concert of Birds
- May Day Customs
- Flowers (Browne)
- Morning (Browne)
- Night (Browne)
- A Pleasant Grove
- An Angler
- A Rill
- «Glide soft, ye Silver Floods»
- A Song (Browne)
- Spring Morning I
- Spring Morning II
- Autumn (Browne)
- The Charm (Browne)
- On the Countess Dowager of Pembroke
- Epitaphs: In Obitum